# Propulsione spaziale

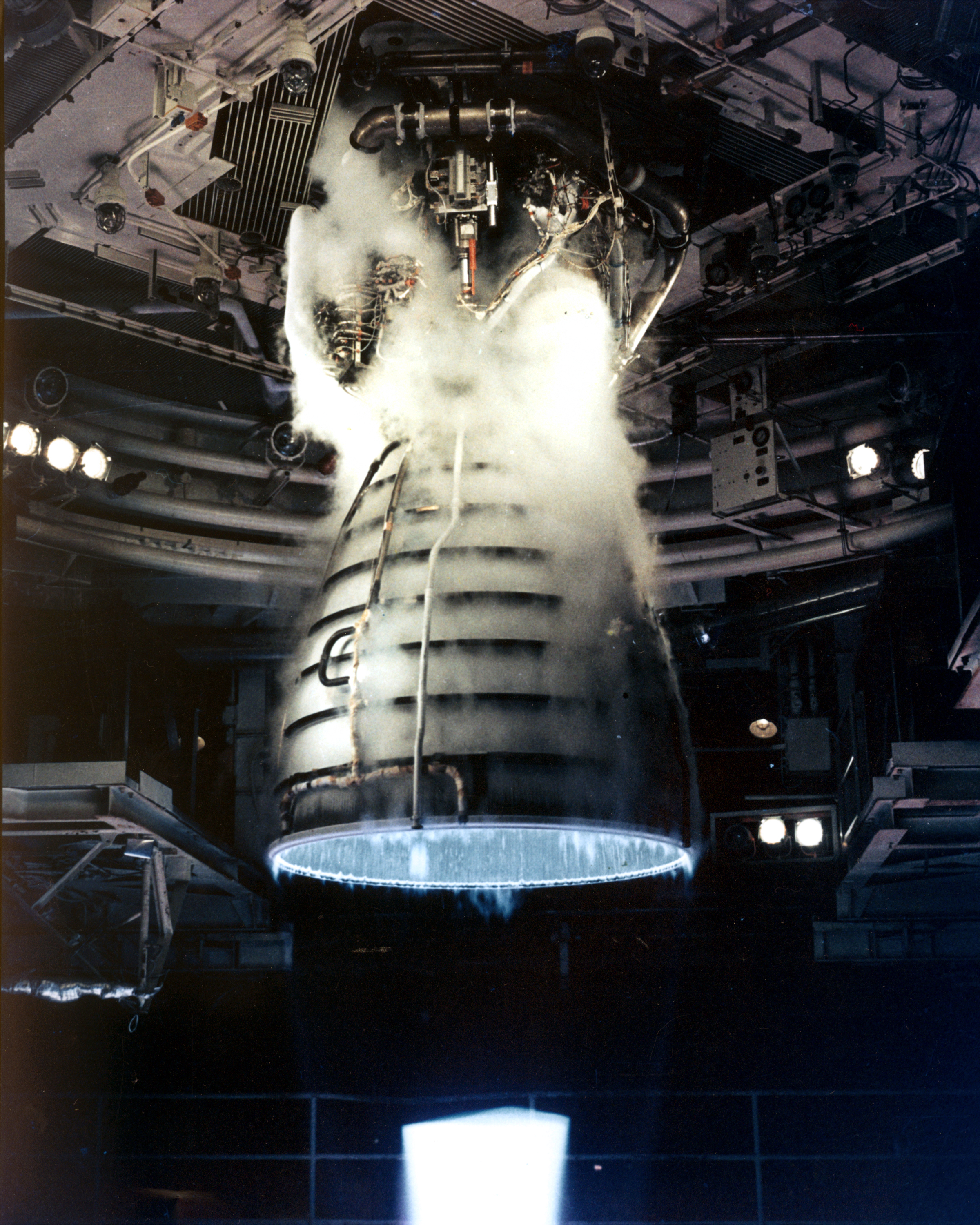
Test sul motore principale dello Space Shuttle. Fonte: NASA

La propulsione spaziale è un tipo di propulsione utilizzata per modificare la posizione o la velocità di una navicella spaziale, di una sonda spaziale o di un satellite artificiale. Per far ciò esistono molti metodi differenti, ognuno con i suoi vantaggi e svantaggi. Al momento la propulsione spaziale è un campo di ricerca molto attivo.

## Descrizione
La maggior parte dei velivoli spaziali oggi è propulsa attraverso la combustione di propellenti e la loro espulsione attraverso un ugello gasdinamico: per il principio di azione e reazione ne consegue una spinta nel verso opposto a quello della fuoriuscita del gas. Sistemi di questo tipo sono chiamati a razzo o  motore a reazione.
La differenza tra la propulsione aeronautica e quella spaziale sta nel fatto che, pur essendo due sistemi basati sulla spinta ottenuta come reazione eguale e contraria ad un'espulsione di massa (i gas combusti), la prima utilizza come comburente l'aria presente nell'atmosfera terrestre, mentre la seconda, operando nel vuoto dello spazio cosmico, deve provvedere allo stivaggio di combustibile e comburente (ad esempio ossigeno ed idrogeno liquidi separati).
Tutte le navicelle spaziali attuali utilizzano motori a reazione chimica (bipropellente o a propellente solido) per il lancio. Molti satelliti artificiali utilizzano semplici motori a reazione chimica (monopropellenti) per mantenere il corretto assetto orbitale e direzionale. Alcuni, invece, sfruttano dei motori elettrici per restare stazionari. Anche i veicoli interplanetari utilizzano principalmente i razzi chimici, anche se alcuni hanno usato sperimentalmente con successo i nuovi propulsori ionici (come ad esempio il satellite dell'ESA SMART-1).

### Necessità dei sistemi di propulsione
I satelliti artificiali devono essere immessi nell'orbita cosiddetta di parcheggio e successivamente, attraverso delle manovre orbitali con dispendio di propellente, nell'orbita operativa. Inoltre hanno bisogno  di cicliche correzioni d'assetto in modo da poter essere puntati correttamente rispetto alla Terra, al Sole o a qualunque oggetto astronomico di interesse, ed essendo soggetti a piccole resistenze da parte dell'atmosfera, anche se molto rarefatta,  per poter rimanere in orbita per tutta la vita operativa devono utilizzare dei propulsori secondari, tipicamente ad idrazina, per essere rifasati ed evitare così il decadimento. La particolarità in questi casi di limitata forza di gravità è che quando si vuole ottenere un riposizionamento del satellite, è necessario l'uso congiunto di più motori, uno per ciascun verso degli assi cartesiani del sistema di riferimento, per evitare che il satellite una volta mosso prosegua  incontrollato il suo moto in una certa direzione per principio di inerzia in assenza di resistenza aerodinamica.
Il sistema di propulsione si rende necessario anche per i satelliti che devono per qualche motivo cambiare orbita, ad esempio dall'orbita circolare di parcheggio (solitamente ad una quota di 200 km) all'orbita operativa. La vita operativa di un satellite si conclude quando la propulsione secondaria non garantisce più il rifasamento.
Anche le navicelle spaziali e le sonde cosmiche hanno bisogno di propulsione. Come i satelliti devono vincere la forza di gravità per superare l'atmosfera terrestre, oltre ad eseguire numerose manovre orbitali per raggiungere l'oggetto di destinazione (come ad esempio le navicelle Apollo). Anche nei viaggi interplanetari (come i programmi Pioneer o Voyager), la navicella deve utilizzare i propri propulsori per lasciare l'orbita terrestre.